# Émerchicourt
Émerchicourt település Franciaországban, Nord megyében. Lakosainak száma 813 fő (2022. január 1.). Émerchicourt Aniche, Abscon, Auberchicourt, Marcq-en-Ostrevent, Marquette-en-Ostrevant, Mastaing és Monchecourt községekkel határos.

## Népesség
A település népességének változása:
| Lakosok száma | 857  | 880  | 935  | 886  | 869  | 847  | 826  | 822  | 813  |
|               | 2013 | 2015 | 2016 | 2017 | 2018 | 2019 | 2020 | 2021 | 2022 |